# Брењије Кордон
Брењије Кордон (фр. Brégnier-Cordon) је насељено место у Француској у региону Рона-Алпи, у департману Ен (Рона-Алпи).
По подацима из 2011. године у општини је живело 862 становника, а густина насељености је износила 74,31 становника/km².

## Демографија
| 1962. | 1968. | 1975. | 1982. | 1990. | 2011. |
| ----- | ----- | ----- | ----- | ----- | ----- |
| 582   | 502   | 442   | 502   | 511   | 862   |